# Joseph Ngatchou Hagoua
Joseph Ngatchou Hagoua, né le 10 mai 1934 à Bana, est un homme politique camerounais.

## Biographie

### Enfance, éducation et débuts
Joseph Ngatchou Hagoua est docteur en pharmacie de la faculté de Lille. Il est pharmacien d'officine depuis octobre 1962.

### Carrière
Il est député de la région du Littoral au Cameroun depuis le 18 mai 1973 et est réélu le 28 mai 1978.